# Africa Before Dark
Africa Before Dark è un film del 1928 diretto da Walt Disney. È un cortometraggio animato, il 20° con protagonista Oswald il coniglio fortunato. Fu distribuito dalla Universal Pictures il 20 febbraio 1928.
Era considerato perduto finché non furono ritrovati prima un frammento nel 2009 e poi una copia quasi integra nel Austrian Film Museum in Vienna nel 2015. Venne riproiettato per il pubblico nel 13 giugno 2015 a Disneyland e  nel 2017 fu per la prima volta distribuito in Blu-Ray come contenuto speciale di Bambi.
Attualmente è inedito in Italia.

## Trama
Oswald è in Africa a caccia in compagnia del suo elefante combinaguai. Ma dovrà fare i conti con un gufo ridente, un tigrotto dispettoso e dei grossi leoni. Alla fine, Oswald riuscirà a scappare con il suo elefante volante.